# 凯瑟琳·马丁
凯瑟琳·马丁，AC（英語：Catherine Martin，1965年1月26日—），知名澳大利亚女性服装设计师、美术指导、舞台设计师和电影监制。马丁经常与其丈夫巴兹·雷曼合作电影，并以2001年歌舞片《情陷红磨坊》和2013年《大亨小传》獲最佳服裝設計獎和最佳藝術指導獎，以共計四座奥斯卡奖超越获得三座奖的澳洲男性服装设计师Orry-Kelly，成为目前获奥斯卡奖最多的澳洲人。

## 生平
凯瑟琳生于澳洲悉尼，先后在悉尼艺术学院学习视觉艺术、东悉尼技术学院学习制图；并取得澳洲国立戏剧艺术学院的设计专业文凭，她与丈夫Baz Luhrmann是在国立戏剧艺术学院读书时认识的，两人于1997年结婚，育有一个女儿 Lillian Amanda Luhrmann（2003年10月10日出生），以及一个儿子 William Alexander Luhrmann（2005年6月8日出生）。

## 奖项
- 奥斯卡最佳美术指导奖 - The Great Gatsby, 2013
- 奥斯卡最佳服装设计奖 - The Great Gatsby, 2013
- 艺术指导工会奖，时代/奇幻类别 - Moulin Rouge! 2001
- 澳洲电影学院奖最佳艺术指导 - Moulin Rouge! 2001
- 澳洲电影学院奖最佳服装设计 - Moulin Rouge! 2001
- 卫星奖最佳艺术指导 - Moulin Rouge! 2001
- 卫星奖最佳服装设计 - Moulin Rouge! 2001
- 洛杉矶影评人协会奖最佳艺术指导 - Moulin Rouge! 2001 [1]
- 奥斯卡最佳服装设计奖 - Australia 2008 (提名)
- 奥斯卡最佳美术指导奖 - Moulin Rouge! 2001 [1]
- 奥斯卡最佳服装设计奖 - Moulin Rouge! 2001 [1]
- 圣迭戈影评人协会奖最佳美术指导 - Moulin Rouge! 2001
- 澳洲电影学院Byron Kennedy Award 1999
- 英国电影学院奖最佳美术指导 - William Shakespeare's Romeo + Juliet 1997
- 卫星奖最佳艺术指导 - William Shakespeare's Romeo + Juliet 1996
- 澳洲电影学院奖最佳艺术指导 - Strictly Ballroom 1992
- 澳洲电影学院奖最佳服装设计 - Strictly Ballroom 1992
- 悉尼戏剧评论协会奖最佳设计 - A Midsummer Night's Dream
- Victorian Green Room Award最佳歌剧设计 - A Midsummer Night's Dream
- Victorian Green Room Award最佳歌剧设计 - Lake Lost
- Drama Desk Award杰出舞台设计 - La Bohème